# Кетелін Іту
Кетелін Міхай Іту (рум. Cătălin Mihai Itu, нар. 26 жовтня 1999, Деж, Румунія) — румунський футболіст, півзахисник клубу ЧФР «Клуж».

## Ігрова кар'єра

### Клубна
Кетелін Іту народився у місті Деж і перші кроки у футболі робив у місцевих клубах. Одним з них був клуб Другого дивізіону «Уніря» з міста Деж. У 2018 році футболіст приєднався до футбольної академії клубу ЧФР «Клуж». Першу гру в основі команди Іту провів у травні 2019 року у чемпіонаті країни проти столичного «Стяуа». У складі ЧФР Іту чотири рази ставав чемпіоном країни та вигравав Суперкубок Румунії.
Першу половину сезону 2021/22 Іту провів в оренді у клубі «Динамо» (Бухарест).

### Збірна
Кетелін Іту зіграв сім матчів у складі молодіжної збірної Румунії.

## Титули
ЧФР «Клуж»
 Чемпіон Румунії (4): 2018/19, 2019/20, 2020/21, 2021/22
 Переможець Суперкубка Румунії: 2020